# 須田平野古墳
須田平野古墳（すだひらのこふん）は、京都府京丹後市久美浜町須田にある古墳。形状は円墳。須田古墳群を構成する古墳の1つ。史跡指定はされていない。

## 概要
京都府北部、川上谷川支流の伯耆谷川の南岸、徳良山から北に延びる尾根の先端部（標高75-80メートル）に築造された単独墳である。川上谷川流域の縁辺丘陵上では多数の古墳の分布が知られ、そのなかでも伯耆谷は本古墳や湯舟坂2号墳を代表に古墳約130基が特に集中して丹後地方最大規模の群集墳を形成する。1968-1969年（昭和43-44年）・2022年度（令和4年度）に墳丘測量・石室実測調査が、2023年度（令和5年度）以降に発掘調査が実施されている。
墳形は円形で、直径約17メートルを測る（近年の発掘調査以前には方墳説・前方後円墳説も存在した）。墳丘下半は質の異なる土の互層によって構築される。また墳丘周囲には周溝が巡らされ、周溝内および埋土からは須恵器片が検出されるほか、古墳南東の地点では須恵器の祭祀跡が認められる。埋葬施設は両袖式の横穴式石室で、南西方向に開口する。湯舟坂2号墳とともに丹後地方では代表的な大型石室であり、石室の形態としては湯舟坂2号墳に先行する。古くから開口するため、石室内部の副葬品は詳らかでない。
築造時期は、古墳時代後期の6世紀後半頃と推定され、7世紀初頭頃までの祭祀の継続が認められる。伯耆谷の群集墳のうちでは最も東側（下流側）かつ最も古い段階の築造と位置づけられ、その後に墓域は谷の奥側へと移動したと想定される。丹後地方を代表する横穴式石室墳の1つであるとともに、伯耆谷群集墳の形成初期段階に築造された単独の首長墳として、群集墳の形成を考察するうえで重要視される古墳になる。

## 遺跡歴
- 近世期には石室が開口か（石室内で百姓一揆謀議や賭博の伝承）[3]。
- 1920年（大正9年）刊行の『京都府史蹟勝地調査會報告』第二冊に「須田村小字平野ノ古墳」として記述。
- 1923年（大正12年）刊行の『京都府熊野郡誌』に「川上村の古墳」として記述。
- 1968-1969年（昭和43-44年）、墳丘測量・石室実測調査（同志社大学考古学研究会、1973年に報告）。
- 2022年度（令和4年度）以降、測量・発掘調査（京都府立大学考古学研究室・京丹後市教育委員会）。
  - 2022年（令和4年）9月、墳丘測量・石室実測調査（2023年に報告）[3]。
  - 2023年（令和5年）9月、墳丘発掘調査[2]。

## 埋葬施設

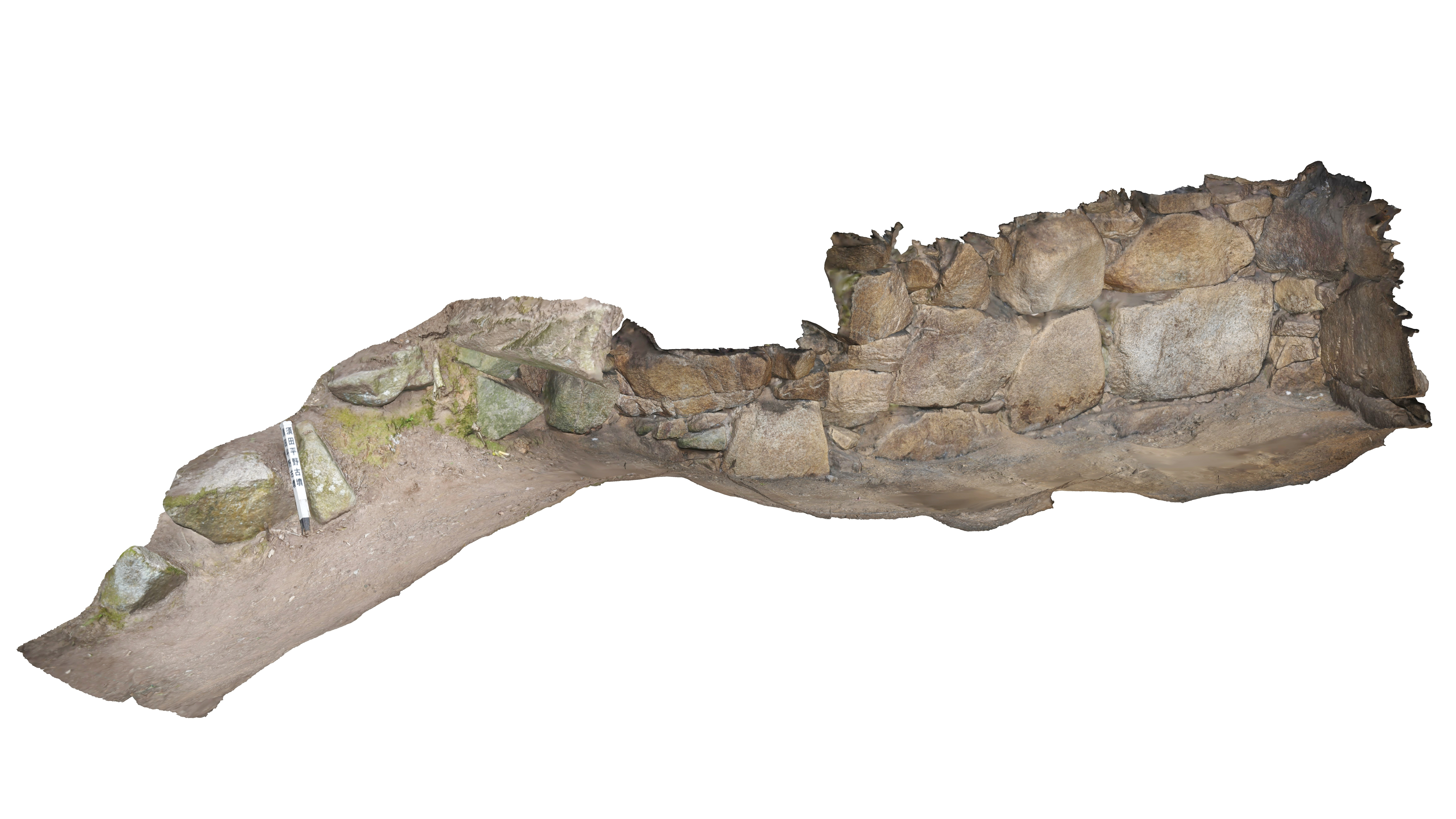
石室俯瞰図

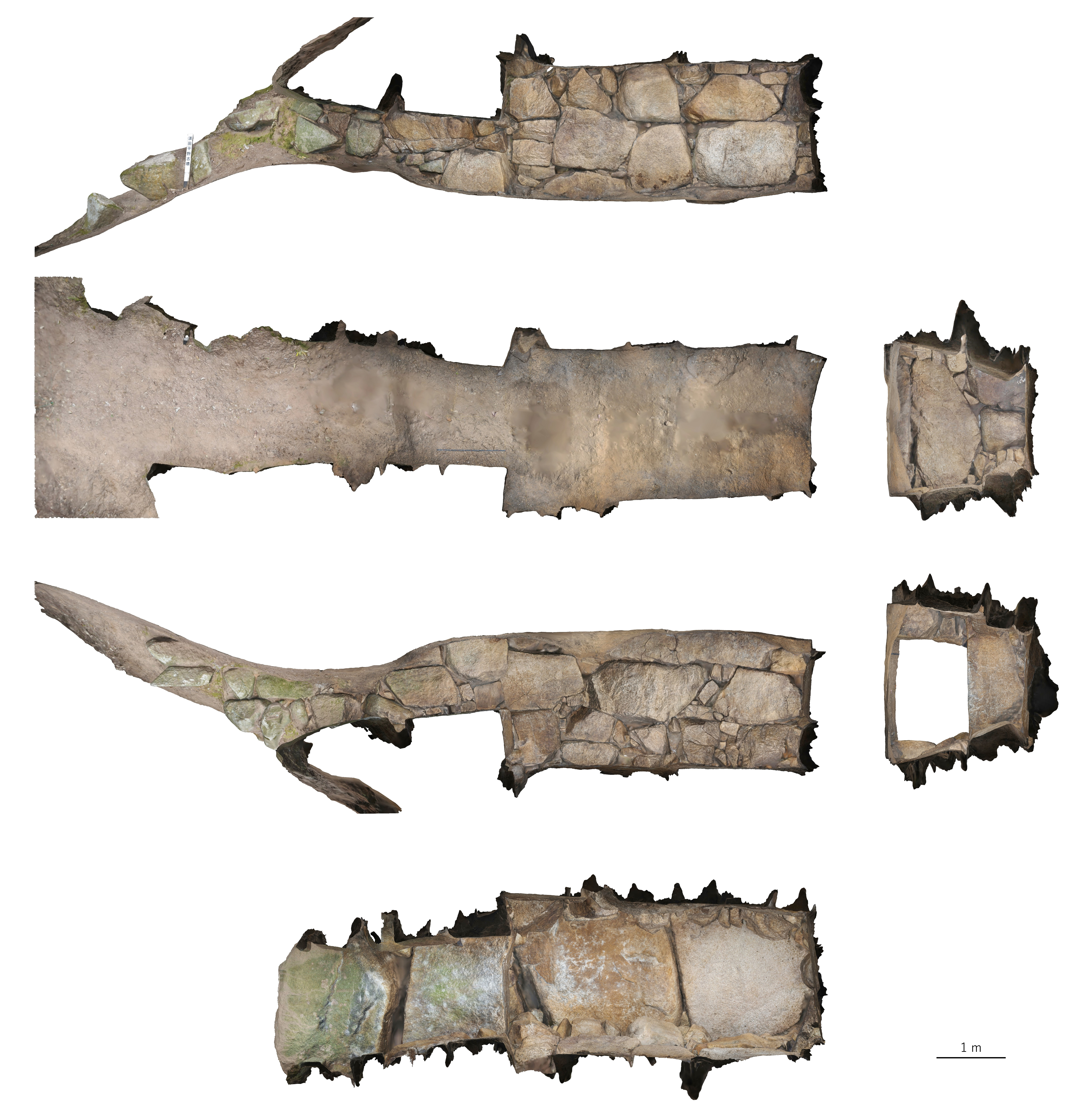
石室展開図

埋葬施設としては両袖式横穴式石室が構築されており、南西方向に開口する。石室の規模は次の通り。
- 石室全長：9.78メートル
- 玄室：長さ4.6メートル、幅1.96-2.36メートル
- 羨道：幅1.28メートル

石室の右袖（西袖）の平面規模は小さく、文献によっては左片袖式ともされる。石室の大部分は埋まっており、元々の高さは明らかでない。

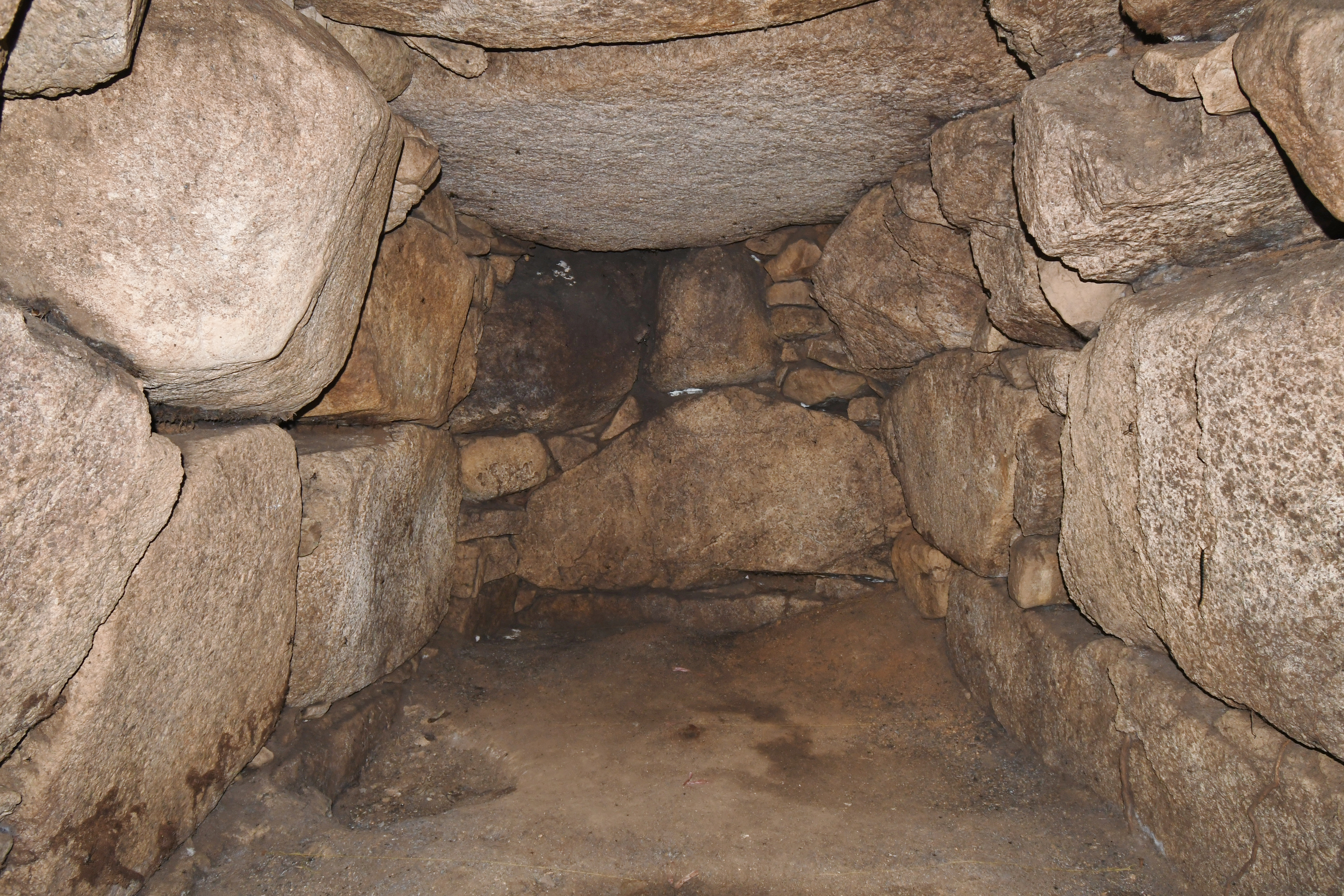
玄室（奥壁方向）
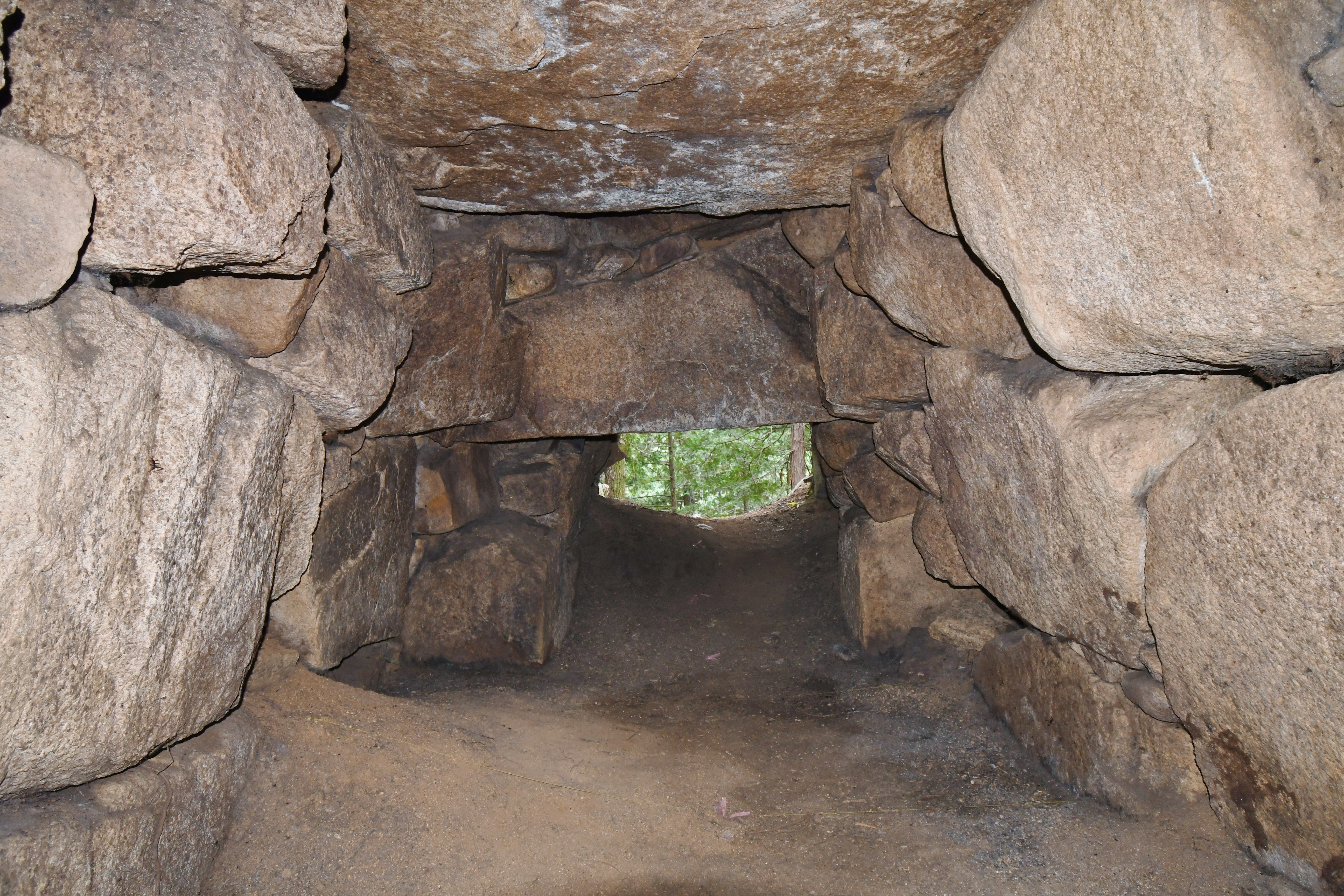
玄室（開口部方向）
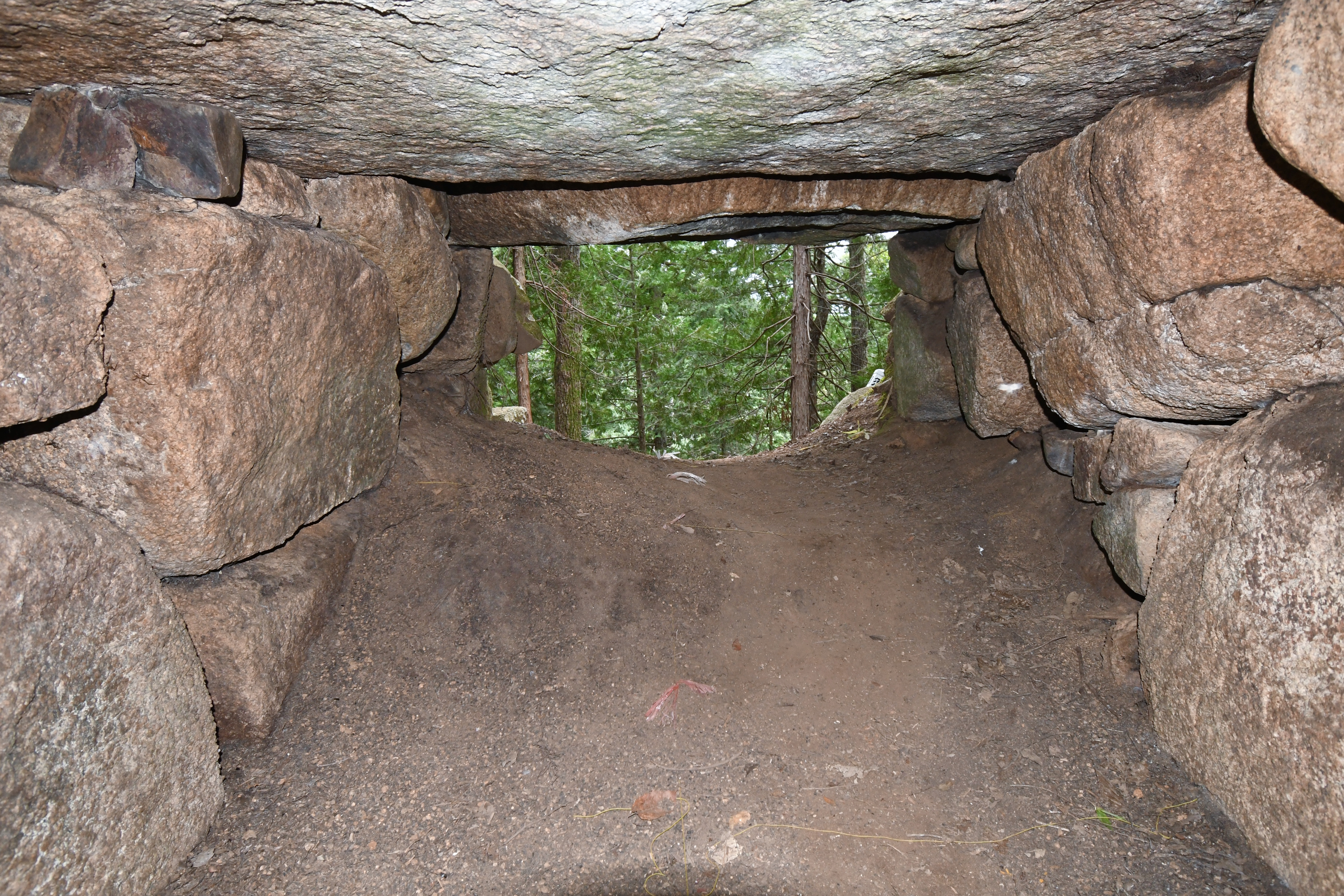
羨道（開口部方向）
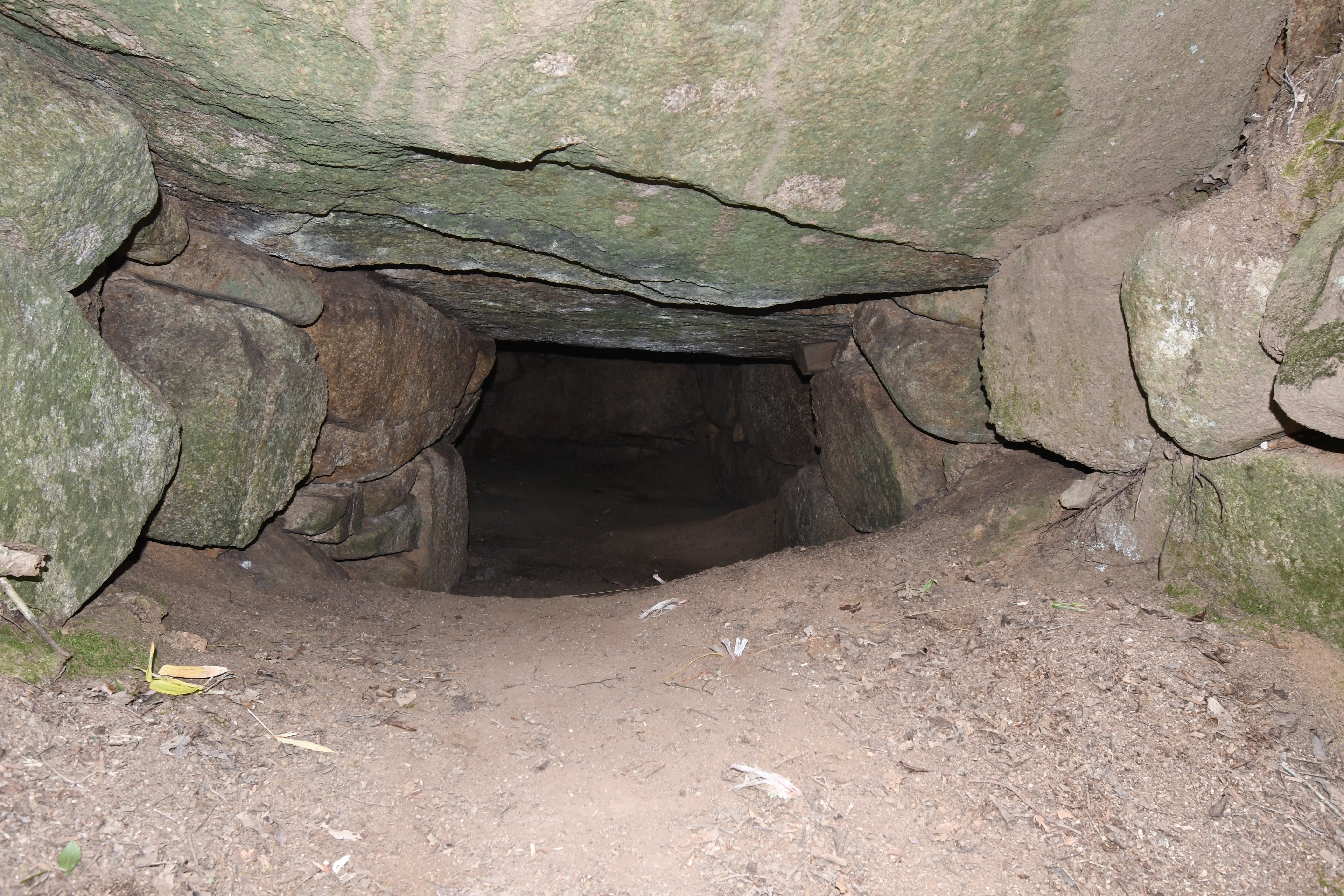
羨道（玄室方向）
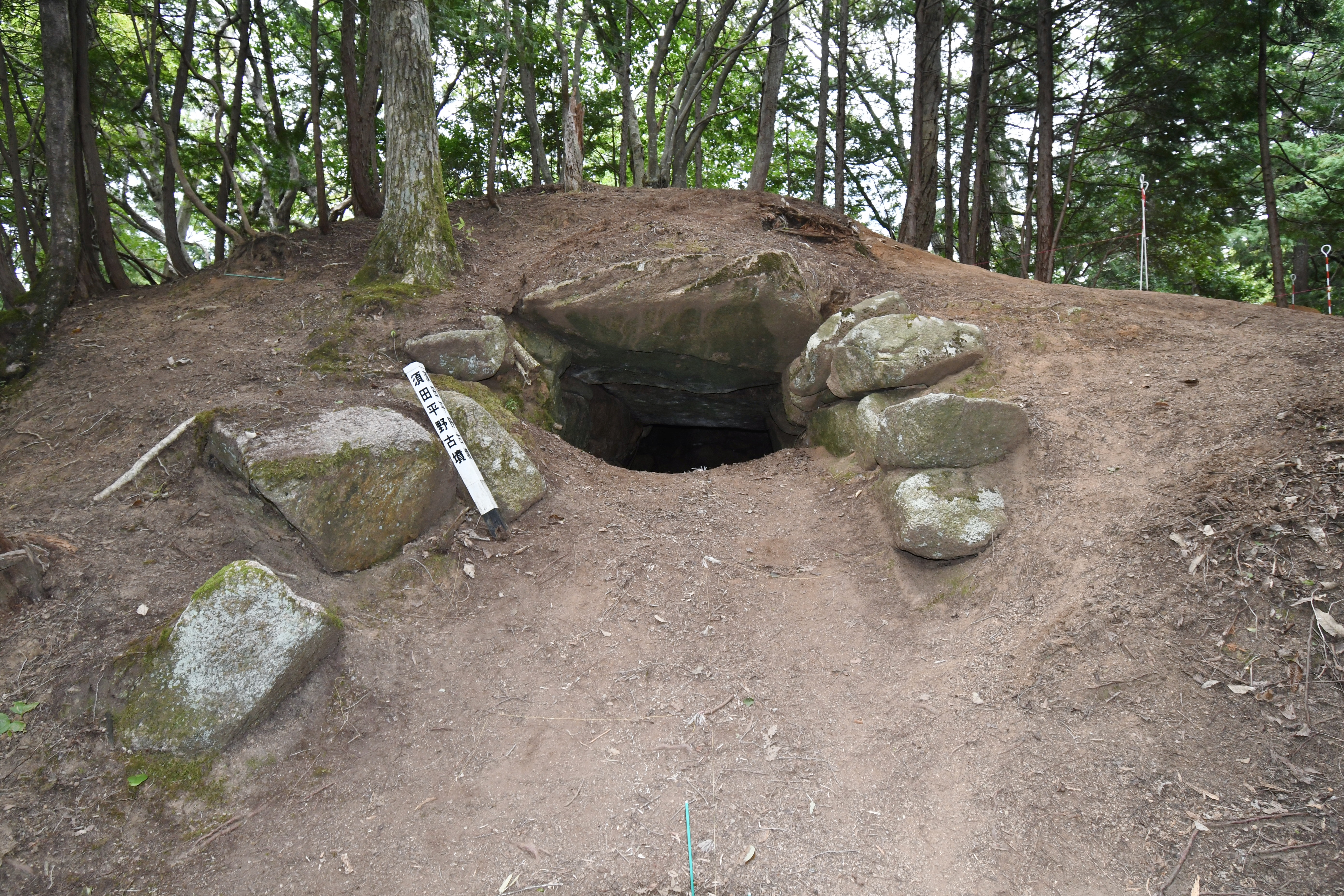
開口部
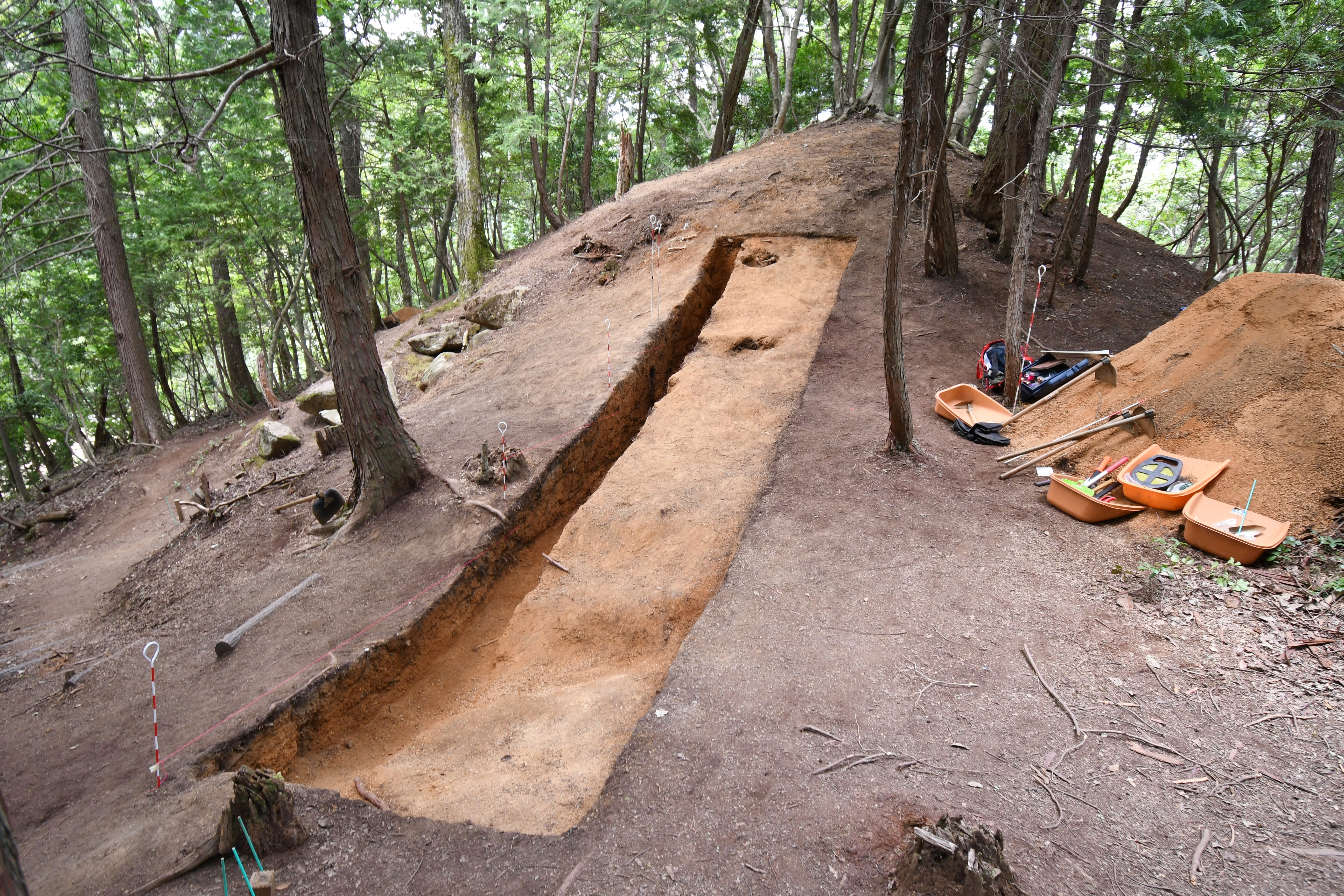
墳丘南側（2023年度調査2トレンチ）
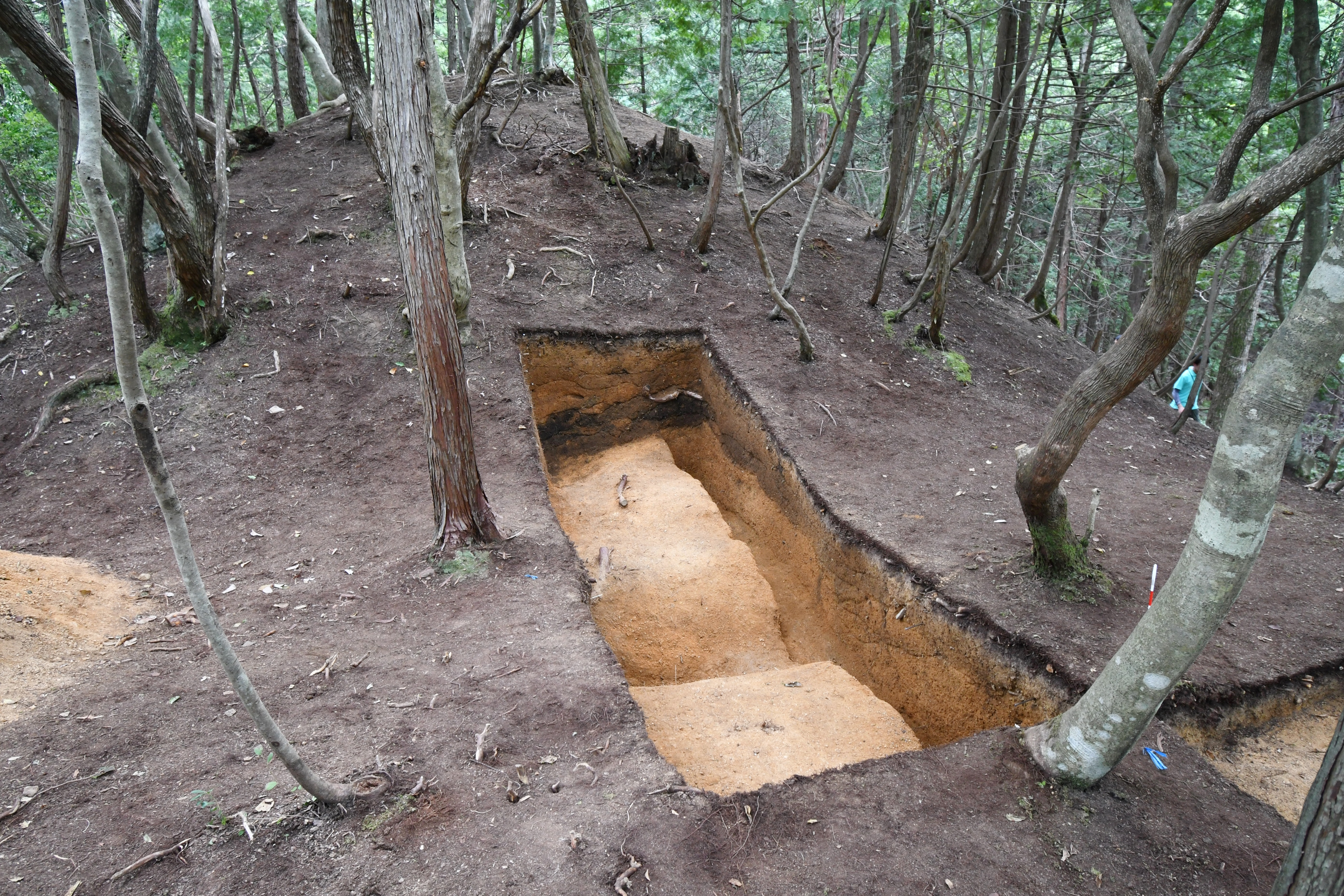
墳丘北西側（2023年度調査3トレンチ）

## 関連文献
（記事執筆に使用していない関連文献）
- 「川上村古墳」『京都府史蹟勝地調査會報告』 第二冊、京都府、1920年。 - リンクは国立国会図書館デジタルコレクション。
- 『同志社考古 記念特集：丹後地域の古式古墳』第10号、同志社大学考古学研究会、1973年8月16日。
- 山口誠司「久美浜町の横穴式石室について」『同志社考古』第13号、同志社大学考古学研究会、2014年3月31日、24-33頁。